# Przanowice
Przanowice [pronunciación en polaco: /pʂanɔˈvit͡sɛ/] es un pueblo ubicado en el distrito administrativo de Gmina Koluszki, dentro del Distrito de Łódź Oriental, Voivodato de Łódź, en Polonia central. Se encuentra aproximadamente a 3 kilómetros al suroeste de Koluszki y a 22 kilómetros al este de la capital regional Łódź.